# Alejandro Santa María Silva
Alejandro Agustín Santa María Silva (Piura, 27 de julio de 1956) es un ingeniero industrial y político peruano. Fue congresista de la república durante el periodo 1995-2000.

## Biografía
Alejandro Santa María nació en la ciudad de Piura en Perú, el 27 de julio de 1956. Fue hijo de Alfredo Santa María Calderón, exsenador y miembro del Partido Aprista Peruano, y de Bertha Silva Merino.
Cursó sus estudios primarios y secundarios en el Colegio Claretiano de la ciudad de Trujillo. Luego emigró hacia la ciudad de Lima y se graduó de ingeniero industrial en la Universidad Nacional de Ingeniería. Fue también becado a Alemania para estudiar Ciencias Políticas y Administración Pública Descentralizada.
Fue fundador y director gerente de la editora Normas Legales, que editaba la revista jurídica especializada del mismo nombre, así como otras publicaciones.
En el año 1986 fue director de la Empresa de Saneamiento de Agua Potable de Trujillo y posteriormente miembro del directorio de Entur Perú.
Presidió el Comité del Capítulo de Pequeña Industria de la Cámara de Comercio de La Libertad y ha sido director de revistas referidas al ámbito universitario.

## Carrera política
Debido al vínculo de su familia paterna con el Partido Aprista Peruano, Alejandro Santa María incursionó en el ámbito político militando en el aprismo y en las elecciones generales del año 1995 postuló tanto al Congreso de la República como a la segunda vicepresidencia en la plancha presidencial de Mercedes Cabanillas, quien quedó en el tercer lugar de las preferencias ante el fraude electoral que dio como ganador a Alberto Fujimori para un segundo gobierno. Sin embargo, Santa María logró solamente resultar electo como congresista y fue juramentado para el periodo parlamentario 1995-2000.
Durante su gestión fue presidente de la bancada aprista (1995–1996) y representante del Perú en el Parlamento Andino (1995–1998). En su ejercicio como congresista fue autor de proyectos de ley y dictámenes en comisiones parlamentarias y coautor, entre otras, de la Ley Orgánica de Recursos Naturales. Fue también opositor al gobierno de Alberto Fujimori, en donde junto con los congresistas Javier Diez Canseco y Lourdes Flores Nano realizaron el referéndum que buscaba frenar la segunda reelección de Fujimori a la presidencia del Perú, la cual no tuvo éxito tras las maniobras de Vladimiro Montesinos quien tenía el control absoluto de las instituciones estatales.
Al culminar su gestión, Santa María se alejó del ámbito político. Sin embargo reapareció para participar en las elecciones municipales del año 2002 como candidato a la alcaldía de la ciudad de Lima por el partido político Unión por el Perú, la cual no tuvo éxito tras quedar en penúltimo lugar con sólo el 1.52% de los votos.
Desde julio del 2004 hasta agosto del 2007 militó en el Partido Socialista de Javier Diez Canseco, en donde postuló sin éxito al Parlamento Andino en las elecciones del año 2006. Luego fue candidato a la alcaldía de Trujillo ese mismo año y quedó en el cuarto lugar.
En el año 2017 se afilió al partido Todos por el Perú y participó en las elecciones regionales del año siguiente como candidato a la presidencia del Gobierno Regional de La Libertad obteniendo sólo el 8.135% de los votos.
Actualmente está afiliado al Partido SíCreo desde julio del 2024.